# Molestie di strada
Le molestie di strada (fenomeno detto anche pappagallismo; in inglese americano catcalling) consistono principalmente in molestie sessuali, commenti indesiderati, gesti,  fischi, colpi di clacson, inseguimenti, avances sessuali persistenti e palpeggiamento da parte di estranei, in aree pubbliche o aperte al pubblico, come strade, centri commerciali, mezzi di trasporto e parchi. Questo a prescindere dal genere di chi lo compie (maschio o femmina che siano).
Chi mette in atto questi comportamenti è detto pappagallo della strada o anche solamente pappagallo.

## Definizione
Secondo un articolo dell'organizzazione non a scopo di lucro Stop Street Harassment le molestie di strada non includono solo azioni o commenti che hanno una connotazione sessuale. Esse possono includere insulti omofobici, transfobici e altri commenti che fanno riferimento a etnia, religione, classe sociale e disabilità. Le molestie possono anche includere assillanti richieste di informazione personali quali nome, numero di telefono, indirizzo o destinazione, nonché casi di masturbazione pubblica e esibizionismo.
Scattare foto ad estranei con un adeguato permesso, come fanno i professionisti della fotografia di strada e i paparazzi, non è considerata molestia da strada.
Secondo alcuni studiosi, le molestie di strada possono essere meglio definite come "commenti"; la parola "molestie" perde così la sua connotazione violenta, e si attenua l'offesa nei confronti dei destinatari.
La fondatrice di Stop Street Harassment invece, replica possano consistere sia in comportamenti fisicamente non violenti, come "rumori di baci" e "commenti non sessualmente espliciti", sia in "comportamenti più minacciosi" come stalking, aggressione e stupro.

## Storia
Non si ha una data certa per l'inizio delle molestie di strada, ma la discussione sull'argomento iniziò nel 1944 con lo stupro di Recy Taylor, una donna afroamericana, rapita e stuprata ad Abbeville, in Alabama. Rosa Parks, incaricata del caso, ha risposto avviando quella che in seguito è stata definita la "più forte campagna per la parità di giustizia mai vista in un decennio".
Negli anni '60 e '70, un movimento chiamato "Take Back the Night" guadagnò improvvisa popolarità. Questo movimento di protesta attivo internazionalmente, ancora fortemente seguito, opera oggi come un'organizzazione senza scopo di lucro che mira a porre fine a tutte le forme di violenza sessuale, comprese le molestie di strada. Nel 1970 ebbe luogo il "Wall Street Ogle-In". Guidate da Karla Jay, un gruppo di donne marciarono a Wall Street con cartelli che portavano espliciti riferimenti alle molestie da strada. Lo scopo era dichiaratamente ribaltare i ruoli: le manifestanti praticarono quindi il pappagallismo nei confronti degli uomini che incrociavano, nella speranza di aumentare la consapevolezza della natura sgradevole delle molestie di strada che le donne subiscono quotidianamente.
Nel 1994, Deirdre Davis ha scritto un articolo accademico che ha aiutato a chiarire cosa siano le molestie di strada spiegandone le cinque caratteristiche:
1. si verificano in uno spazio pubblico;
2. si verificano più comunemente tra uomini e donne;
3. dicendo "grazie" a un molestatore si provocano ulteriori molestie;
4. i commenti spesso riguardano le parti celate del corpo femminile;
5. i commenti del molestatore, sebbene camuffati da complimenti, sono oggettivanti, dispregiativi e sessisti.

## Caratteristiche
Nonostante tutti i sessi siano possibili destinatari, le donne sono colpite in maniera sensibilmente più frequente. Secondo la Harvard Law Review (1993), nella maggior parte dei casi le molestie sono proprio opera di uomini ai danni dell'altro sesso. Nel 2014, i ricercatori della Cornell University e dell'associazione Hollaback! hanno svolto un ampio studio interculturale a livello internazionale sul tema delle molestie di strada. I dati suggeriscono come la maggior parte delle donne abbia la prima esperienza di molestie durante la pubertà. Sempre Stop Street Harassment sottolinea come nel 2014, secondo un sondaggio negli Stati Uniti, metà delle persone molestate lo sono state all'età di 17 anni". Asserendo inoltre che, "Attraverso uno studio internazionale online del 2008 sulla base di 811 donne, una su quattro ha subito molestie di strada nei primi anni delle scuole medie e quasi il 90% entro l'età di 19 anni".
I fattori culturali sono flessibili, nazionalità diverse possono avere reazioni diverse in merito alle molestie di strada. In gran parte dell'Asia meridionale, India, Pakistan e Bangladesh, la molestia sessuale pubblica nei confronti delle donne è chiamata "eve teasing".
Il termine spagnolo piropos più utilizzato in Messico ha un effetto simile. Questa differente terminologia non esclude il fatto, evidenziato anche da studi, che ciò che è considerato molestia non sia molto diverso nel mondo.
Recenti studi dimostrano che gli Stati Uniti tendono a enfatizzare le regole sociali focalizzandosi sulla natura discriminatoria del fatto, mentre l'Europa sottolinea gli elementi etici e morali delle molestie di strada come la violazione della dignità individuale.
La ricerca interculturale sulle molestie sessuali mette paesi individualisti come Stati Uniti, Canada, Germania e Paesi Bassi in rapporto con paesi collettivisti come Ecuador, Pakistan, Turchia, Filippine e Taiwan. Tendenzialmente i primi risultano più suscettibili degli altri al problema. Ad esempio i brasiliani vedono le avances sessuali come un comportamento romantico innocente, amichevole e innocuo rispetto agli statunitensi che lo vedono come una forma di aggressione, gerarchia e abuso.
Le molestie possono anche essere rivolte in modo sproporzionato a coloro che hanno un'identità di genere o un orientamento sessuale percepiti come non tipici.

## Statusgiuridico
Esistono oggi leggi che rendono illegali alcune forme di molestie di strada. Un esempio è il Perù dove vigono leggi contro simili pratiche da marzo 2015.
Quezon City nelle Filippine, città dall'alto tasso di criminalità, ha implementato un'ordinanza contro le molestie di strada, come fischi e pappagallismo, il 16 maggio 2016. Le sanzioni per atti di molestie di strada sono state fissate in multe da 1000 a 5000 Pesos filippini e ad una pena detentiva fino ad 1 mese. Nel 2019 il Safe Spaces Act  è diventato legge nelle Filippine. Esso punisce appunto atti misogini, insulti sessisti, fischi, pappagallismo, sguardi invadenti, imprecazioni e racconti di barzellette a sfondo sessuale persistenti in pubblico o online. Le pene includono la reclusione o multe a seconda della gravità del reato.
Nel 2018, il governo francese ha reso illegale le molestie sessuali di strada, approvando una legge dichiarante che il pappagallismo su strade e mezzi di trasporto pubblico possa essere soggetto a multe fino a 750 €, con mora per comportamenti più aggressivi e fisici. La legge ha inoltre sancito che il rapporto tra un maggiorenne e una persona di età pari o inferiore a 15 anni può essere considerato stupro se il giovane è giudicato non consenziente ed incapace di dare consenso. È inoltre concesso alle vittime minorenni di stupro un decennio in più per presentare reclami, estendendo il termine a 30 anni dal compimento dei 18 anni.
In tutti gli Stati Uniti, le leggi relative alle molestie di strada sono soggette alla giurisdizione dei singoli stati, leggi che riguardano le molestie di strada sono ad esempio presenti in Illinois. Nonostante siano un potenziale segno premonitore di aggressioni fisiche e persino omicidi, i discorsi offensivi e l'incitamento all'odio sono protetti dal Primo Emendamento. Sebbene un autore di reato sia legalmente autorizzato a gridare oscenità, altri atti come l'indecenza pubblica e l'aggressione sessuale sono invece palesi violazioni della legge. Gli insulti, l'incitamento all'odio e le violenze di strada sono spesso usati come prove contro i criminali che reiterano il reato.